# 眼带狭鰕虎鱼
眼带狭鰕虎鱼（学名：Stenogobius lacrymosus）为鰕虎鱼科狭鰕虎鱼属的鱼类，俗名高身种子鲨。分布于台湾岛等。该物种的模式产地在菲律宾吕宋岛。